# Aquiraz
Aquiraz es una ciudad del estado brasileño de Ceará y su primera capital, hasta el 13 de abril de 1726, cuando Fortaleza asumió la condición de ciudad principal. Está situada en la costa este de la costa de Ceará, a 27 km de Fortaleza, la ciudad de Aquiraz cuyo nombre significa «agua de allá», mantiene sus raíces en las tradiciones de los colonizadores europeos, así como pruebas claras de la presencia de la India, sin olvidar las características más destacadas de la cultura africana extendido por todo la ciudad.
La población es cercana a los 65 mil habitantes, situados sobre un área total de 483 km ². La ciudad fue creada por el decreto real del 13 de febrero de 1699, asentada de manera efectiva el 27 de junio de 1713. Por lo tanto, es la sede administrativa de la capitanía Ceará Grande en el año 1726.

## Historia
Es conocida como la «primera capital de Ceará». En el centro de su perímetro, que se encuentra alrededor de la plaza "Araripe Canon", diseñada por la misión jesuita, se encuentran los principales edificios de interés histórico y arquitectónico del sitio. Se encuentran la iglesia de San José de Ribamar, construido en el siglo XVIII. El templo presenta en el eclecticismo de estilo, especialmente el barroco y neoclásico características, fruto de los diversos cambios que se realizaron en los últimos años. Está en el nicho central del altar la imagen de la patrona de San José de Ribamar, calzado botas, recordando al valiente pionero. Según la leyenda, fue encontrado por pescadores en las playas de un lugar. El principio querían llevar a su pueblo a otro, pero incluso para dirigir un coche de retirarla. Pero cuando la idea de que la iglesia de Aquiraz sería el mejor lugar para el santo, era la luz y una persona que logró llevar. San José de Botas "sigue siendo objeto de gran devoción popular.
Otro monumento importante es la antigua casa de "Câmara e Cadeia", se inició en el siglo XVIII y terminó en el año 1877. Hoy en día el edificio alberga el Museo de San José Ribamar Santo, fundado en 1967 y es considerado el primer museo de la Sagrada Ceará y el segundo del Nornordeste. La colección consta de más de 600 piezas de carácter religioso que data de los siglos XVII, XVIII y XIX, en alusión a la fe del pueblo de Ceará. Ha conservado su arquitectura original y no puede ver las cajas de la vieja silla en el piso inferior y el suelo reforzado con vigas de carnauba en la parte superior donde trabajaban antes de la cámara, el foro y el municipio. La pieza más importante de la colección es una cruz procesional de plata cincelada con fecha del siglo XVIII, el patrimonio de los jesuitas que estaban en Aquiraz.
El mercado de la carne, mercado de arte de hoy, el siglo XIX, una vez que la ciudad, impresiona al visitante por la técnica de construcción, que presione para la utilización de ladrillos de adobe y de carnauba. Su punto central es el lugar de comercialización de la carne, la armonía de la estructura geométrica del techo deja claro el carácter de estilo audaz. El ex de comercio se encuentran en el exterior, fueron durante décadas, el corazón de la ciudad del comercio, que se prolongó hasta el derrocamiento de la construcción en 1988.
Casa do Capitão-Mor es un raro ejemplar del caserío de la década del 70. Conocido como el hogar del Defensor del Pueblo, nombre legal del primer núcleo judicial de Ceará, el humilde edificio se realiza con muros de adobe de la pared, reforzado por los lazos de un material de referencia oxhide Charqueadas del ciclo económico, que predominó en región durante el siglo siglo XVIII. La riqueza de detalles le da al "antiguo palacio" una atmósfera de nostalgia, evocando un pasado lejano, marcado por las historias de las cisternas, las fugas de esclavos y la valentía y la sabiduría del respetado y temido "Capitán-Mor".
Los jesuitas que permanecieron durante 32 años (1727-1759), fundada en el sitio, que ahora se llama "escuela", el famoso "Hospicio de los jesuitas". Hospicio en el lenguaje de la época, significa "lugar de alojamiento", donde los sacerdotes misioneros se llegó a recuperar su fuerza tras el ejercicio de su misión a los aborígenes catequizar en los lugares más remotos confines de la capitanía.
La residencia apostólica también acogió el primer centro educativo en el estado y su primer seminario, convirtiéndose en uno de los únicos centros de cultura de ese momento los organismos de radiodifusión. Lo que queda del extinto establecimiento sólo son las ruinas de la antigua capilla de Nuestra Señora del Buen éxito, construido en 1753. Todavía hay quienes creen en una famosa "maldición". Según la leyenda, cuando los jesuitas fueron expulsados, se profetizó que un día el mar iba a gastar siete metros por encima de las torres de la iglesia, propagando el caos en toda la ciudad. Todos los bienes fueron confiscados en el orden, pero que reza la tradición de esta riqueza permanece oculto en algún rincón de aquella vieja casa.
Los escombros de la antigua Imperial puentes aún pueden ser incluidas en las orillas del río del paquete. Se dice que fueron construidas con material retirado de las bases del antiguo "hospital", cuando fue demolido en 1854.
La riqueza de la aristocracia inglesa del pasado se puede ver aún hoy en las calles del centro de Aquiraz suntuosas mansiones que se refieren a los modelos arquitectónicos de Portugal y el interior. Algunas influencias moriscas prevalecen intactas en las fachadas de los edificios, lo que refleja la opulencia de los antiguos, con un estilo "sui generis" a las casas de la ciudad.
- Datos: Q1794121
- Multimedia: Aquiraz / Q1794121

1. ↑  Worldpostalcodes.org,código postal n.º 61700-000.